# Vredefort (krater)
Vredefort – największy z potwierdzonych na Ziemi kraterów uderzeniowych, nazwany od znajdującego się w pobliżu jego środka miasteczka Vredefort w prowincji Wolne Państwo, w Republice Południowej Afryki. W 2005 wpisany na listę światowego dziedzictwa UNESCO.
Szacowana średnica właściwego krateru, w momencie powstania, waha się od 160 km do 300 km, jednak większość badań skłania się w stronę końca tego zakresu (250–280 km). Powstał w wyniku uderzenia w Ziemię planetoidy, której średnicę pierwotnie szacowano na 15 km. Według badań przeprowadzonych w 2022 roku, planetoida mogła mieć 20-25 km średnicy i lecieć z prędkością 15-25 km/s. Zderzenie przypadło w okresie orosiru w paleoproterozoiku, a datowane jest na ok. 2,023 miliarda ± 4 miliony lat temu lub 2,019-2,020 miliarda ± 2-3 miliony lat temu. Uważany jest za drugi najstarszy spośród znanych kraterów uderzeniowych, po znajdującym się w Karelii kraterze Suavjärvi.